# Hesco (Unternehmen)
Hesco Kunststofferzeugnisse Helmut Schulze & Co. GmbH (heute Hesco Kunststoffverarbeitung GmbH) ist ein im Jahr 1946 gegründetes deutsches Unternehmen mit Sitz in Luckenwalde. Hesco ist ein Unternehmen der Branche Kunststoffteile.

## Firmengeschichte
Die im Jahr 1946 von Helmut und Hermann Schulze in Luckenwalde gegründete Firma Hesco leitete ihren Namen von Helmut Schulze & Co, Metallwarenfabrik ab. Nach Gründung der DDR entwickelte sie sich ab dem Jahr 1950 nach eigenen Angaben zum größten DDR-Produzenten von Kabelschellen. Entsprechend den politischen Vorgaben wurde das ursprünglich private Unternehmen 1956 teilweise und 1972 endgültig verstaatlicht. In den stetigen Produktweiterentwicklungen ersetzte Plaste mehr und mehr früher metallene Ausgangsmaterialien. Ab 1956 kamen auch Haushaltsgegenstände in das Produktionssortiment. Bis zur Wende trug die Firma die Bezeichnung VEB Plastverarbeitung Luckenwalde und hatte ihren Sitz in der Franz-Schubert-Straße 4. Die übergeordnete Verwaltung war der VEB Kombinat Holzwerkstoffe Beschläge Maschinen.

## Seit Oktober 1990

### Besitzänderungen
Nach der deutschen Wiedervereinigung, verbunden mit Eigentumsänderungen und neuen Wirtschaftsmechanismen, erfolgte im Jahr 1990 die Reprivatisierung, es entstand die Firma Hesco Kunststofferzeugnisse GmbH, die landeseigene Fördermittel in Höhe von 1,3 Millionen Euro erhielt. Die Produktion konnte erfolgreich weitergeführt, der Maschinenpark modernisiert und erweitert werden. Im Jahr 1998 war eine neue Produktionshalle im Biotechnologiepark in Luckenwalde bezugsfertig.

### Wirtschaftliche Probleme
Im Zeitraum 2000–2003 erfolgten organisatorische Umstrukturierungen, die Geschäftsführer, Ehepaar Birgitt und Klaus Reiche, traten als Leiter zurück, blieben aber Gesellschafter und Mitglieder der Geschäftsführung. Tochter Katherina Reiche, inzwischen in der Bundespolitik aktiv, war bis Juni 2003 noch Miteigentümerin der Firma Hesco Kunststofferzeugnisse. Der neue Firmenchef Henry Jantzen hatte allen Mitarbeitern zum 31. Juli 2003 gekündigt und verlegte den Firmensitz nach Horla, einem Dorf in Sachsen-Anhalt. Danach beantragte er beim Amtsgericht Halle Insolvenz für die mittlerweile in HC Kunststofferzeugnisse umbenannte Firmenhülle. Marktbeobachter verstanden alle diese Schritte als Versuch, das finanzielle Fiasko zu verschleiern und das meiste Vermögen zu retten. Hauptursache der Probleme sollen zu hohe Lohnkosten („erdrückende Lohnkosten“) gewesen sein, die einerseits durch die Vorgabe von Mindestlöhnen seitens der Politik entstanden, andererseits aus der Konkurrenzsituation mit Billigproduzenten aus dem Ausland resultieren. Als Insolvenzverwalter wurde der praxiserfahrene Berliner Rechtsanwalt Rolf Rattunde bestellt. Die Durchführung des Insolvenzverfahrens wurde einem Potsdamer Rechtsanwalt übertragen.

### Firmenneugründung
Am alten Standort in Luckenwalde nahm am 15. September 2003 die neu gegründete Firma Hesco Kunststoffverarbeitung GmbH mit den bisherigen Ausrüstungen die Produktion wieder auf, 35 Mitarbeiter wechselten hierher. Birgitt Reiche und Sohn Felix Reiche wurden deren Gesellschafter und Klaus Reiche der Geschäftsführer. Diese nach außen eher chaotische Entwicklung führte aber nicht zur Beendigung der Krise der ehemaligen Firma, sondern die Staatsanwaltschaft in Potsdam erhob Anklage gegen Familie Reiche und den Interimsgeschäftsführer Jantzen wegen „Untreue, Bankrott und Unterschlagung sowie Beihilfe dazu“, dokumentiert auf 145 Seiten. Das zivilrechtliche Verfahren war im Jahr 2007 noch nicht abgeschlossen. Im Strafverfahren wurden Birgitt und Klaus Reiche 2011 wegen Insolvenzverschleppung, Untreue und Bankrott zu einer Geldstrafe verurteilt, ein sie beratender Anwalt wurde wegen Anstiftung und Beihilfe zur Insolvenzverschleppung und Untreue zu zwei Jahren und vier Monaten Haft verurteilt. Ein früherer Geschäftsführer erhielt eine Bewährungsstrafe. Nach Revision hob der Bundesgerichtshof 2013 das Urteil des Potsdamer Landgerichts in weiten Teilen auf und verwies den Fall zurück an eine andere Wirtschaftsstrafkammer.
Die neue Firma entwickelte sich nach und nach weiter, neue Maschinen wurden angeschafft, sie trat etlichen Vereinen aus der Region bei, einige Produkte erhielten eine ISO-Zertifizierung (ISO 14001 und ISO 50001).

## Dienstleistungen und Haupterzeugnisse
- Automatisierte Klein- und Großserienproduktion, vollelektrisches und 2-Komponenten-Spritzgießen[12]
- Konfektionieren
- Formteilentwicklung
- Werkzeugbau

Die Zielgruppe von Hesco sind Hersteller von Geräten und Anlagen.
- Naturwissenschaftliche Anschauungsobjekte nach Auftrag[13]